# Scaptia horrens
Scaptia horrens är en tvåvingeart som först beskrevs av Günther Enderlein 1925.  Scaptia horrens ingår i släktet Scaptia och familjen bromsar. Inga underarter finns listade i Catalogue of Life.